# Лона-Лазес
Лона-Лазес (итал. Lona-Lases) је насеље у Италији у округу Тренто, региону Трентино-Јужни Тирол.
Према процени из 2011. у насељу је живело 729 становника. Насеље се налази на надморској висини од 635 м.

## Становништво
Према резултатима пописа становништва 2011. у општини је живело 876 становника.
| 1931. | 1936. | 1951. | 1961. | 1971. | 1981. | 1991. | 2001. | 2011. |
| ----- | ----- | ----- | ----- | ----- | ----- | ----- | ----- | ----- |
| 717   | 768   | 704   | 719   | 699   | 711   | 650   | 729   | 876   |